# Spring Valley (Californie)
Spring Valley est un census-designated place (CDP) situé dans le comté de San Diego, en Californie qui comptait une population de 28 205 habitants au recensement de 2010.